# اورال ۱۴۵۱۹
سیارک ۱۴۵۱۹ (به انگلیسی: 14519 Ural، نامگذاری:1996TT38) چهارده هزار و پانصد و نوزدهمین سیارک کشف شده‌است که در ۸ اکتبر ۱۹۹۶ کشف شد.
قدر مطلق سیارک برابر ۳۰.۹ است.